# Wilhelm Redeligx

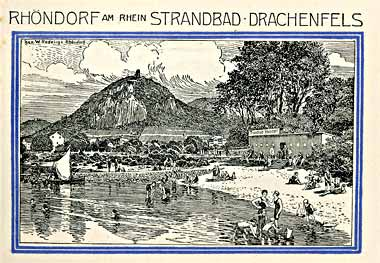
Rheinstrandbad und Drachenfels auf einem Notgeldschein

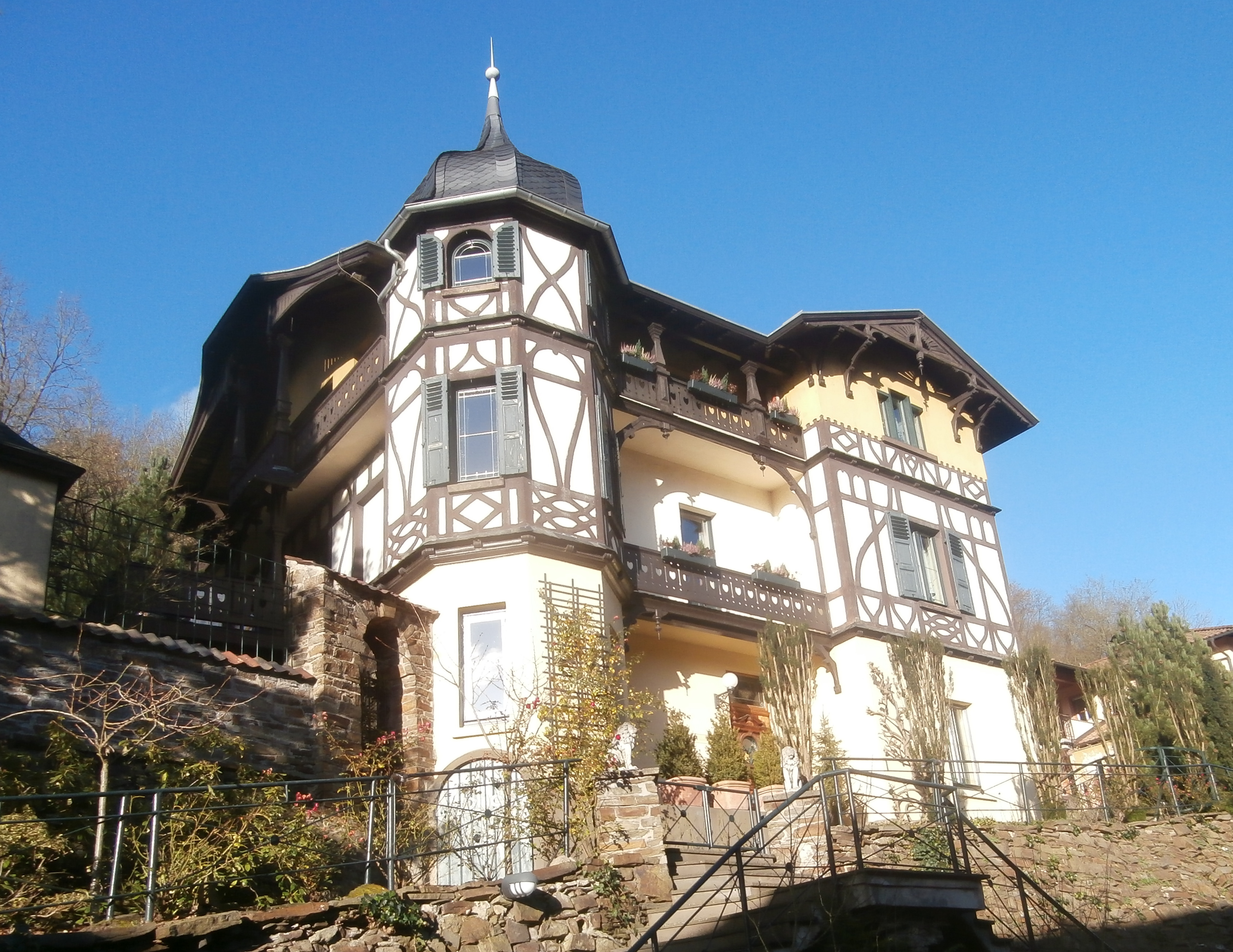
Haus Redeligx in Rhöndorf

Wilhelm Redeligx (* 1865 in Köln; † 13. März 1951 in Rhöndorf) war ein deutscher Lithograph und Winzer.

## Leben
Wilhelm Redeligx war der ältere von zwei Söhnen einer Fabrikantenfamilie. Mit dem Aufkommen der Elektromotoren ging das Geschäft der Dampfmaschinenfabrik seines Vaters zurück. Nach dem Tod des Vaters hätte Wilhelm Redeligx eigentlich dennoch die Leitung übernehmen sollen; stattdessen ließ er sich in der Buchdruckerei von Verwandten zum Lithographen ausbilden, ehe er, finanziell unterstützt durch einen Gönner, an den Kunstakademien in Düsseldorf und Berlin studieren und anschließend nach Portugal und Italien reisen konnte. Nach seiner Rückkehr heiratete er im Jahr 1895 die Kölnerin Josefine Nelles.
Redeligx konnte zunächst als Industriezeichner von den Honoraren für die großen Prospekte, die er anfertigte, gut leben. Als die Konkurrenz durch die Fotografie zu stark spürbar wurde, verlegte er sich jedoch auf den Weinbau, ohne dabei allerdings seine Beschäftigung mit der Kunst aufzugeben. Er schuf zahlreiche Ansichten des alten Köln und dokumentierte nach seinem Umzug nach Rhöndorf die nähere Umgebung in Zeichnungen und später auch in Ölgemälden und Aquarellen. Ein Teil seiner Werke wurde auf Ansichtskarten, Kalenderblättern oder anderweitig veröffentlicht.
Eine Besonderheit in seinem künstlerischen Schaffen stellte die Notgeldserie für Honnef (heute Bad Honnef) dar, die er 1921 zusammen mit Heinrich Reifferscheid schuf. Auf der Textseite der Scheine war jeweils eine der Fragen der sieben Zwerge aus „Schneewittchen“ zu sehen, die Bildseite war mit Ansichten aus der Umgebung geschmückt.
Redeligx schuf auch passende Etiketten für seine Weinflaschen vom Gut Münchenberg, das er aus zahlreichen schmalen Parzellen in der Flur Im Münchenberg zusammengefügt hatte. Nachdem er zunächst mit seiner Familie im „Haus Waldfrieden“ an der Löwenburgstraße gewohnt hatte, baute er sich bald ein türmchengeschmücktes Landhaus nach eigenen Entwürfen schräg gegenüber. Das „Haus Redeligx“ in der Löwenburgstraße 57 steht heute unter Denkmalschutz; das Weingut befindet sich nicht mehr in Familienbesitz.
Zu Lebzeiten stellte Redeligx seine Bilder nicht aus. 2010 fand jedoch eine Retrospektive unter dem Titel „Wilhelm Redeligx, 1865–1951“ im Kunstraum Bad Honnef statt.